# Dorymenia sarsii
Dorymenia sarsii är en blötdjursart som först beskrevs av Johan Koren och Daniel Cornelius Danielssen 1877.  Dorymenia sarsii ingår i släktet Dorymenia och familjen Proneomeniidae. Arten är reproducerande i Sverige. Inga underarter finns listade i Catalogue of Life.